# Aina Fullana Llull
Aina Fullana Llull (Manacor, Enero 1997) es una filóloga y escritora mallorquina.
Licenciada en lengua y literatura catalana por la Universidad de las Islas Baleares, ha trabajado como profesora de catalán para adultos. En 2018 ganó el Premio Relatos en femenino por el cuento Salada y Salvada. Su primera novela Els dies bons, que trata el tema de la drogodependencia, fue galardonada con el Premio Valencia en 2021, y un año más tarde con el Premio de la Crítica de los Escritores Valencianos en la modalidad de narrativa, y el Premio Punto de libro. 
También ha publicado cuentos en revistas como Núvol y Morlanda.

## Obra publicada
- 2021 Els dies bons (Bromera)

## Premios
- 2021 Premio Valencia en la categoría de narrativa en valenciano por Els dies bons.[4]
- 2022 Premio de la Crítica de los Escritores Valencianos en la categoría de narrativa por Els dies bons.[5]
- 2022 Premio Punt de llibre del diari digital Núvol.[6]